# 醍醐忠善
醍醐忠善（1819年—1820年；文政二年–文政三年），江戶時代後期的廷臣。父親是內大臣醍醐輝弘；母親是德島藩主蜂須賀至央之女；也是一條忠良的猶子；有一弟権大納言醍醐忠順。
醍醐忠善出生後被本家一條家入領為猶子。以清華家家格成為公家醍醐家當主只有他一人；而他在2歲逝世，敘爵官位從五位下が。
醍醐忠善無嗣子，父親輝弘再任當主，至1830年弟忠順出生後即繼承醍醐家。

## 相關項目
- 醍醐家